# 曲面

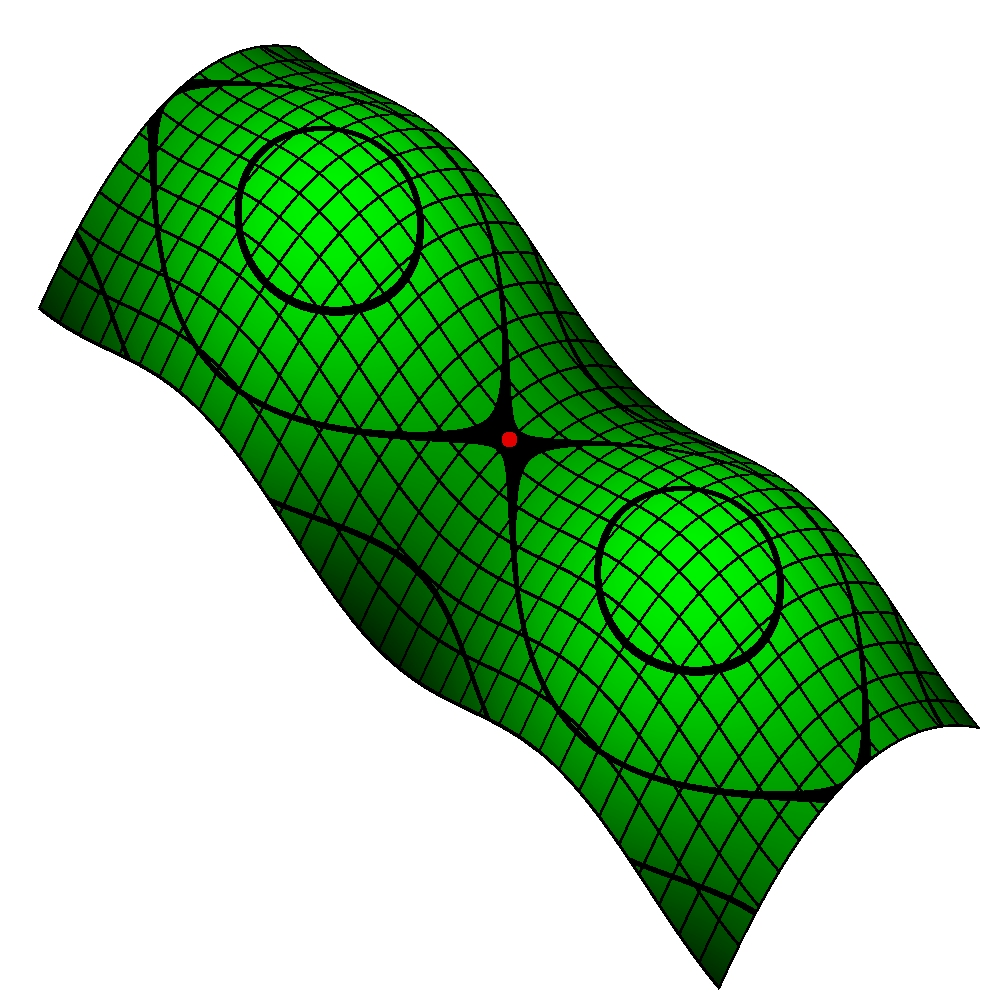
X-、Y-、Z-等位線の入った開曲面

数学、特に位相幾何学における曲面（きょくめん、英: surface）は、二次元位相多様体である。最もよく知られた曲面の例は、古典的な三次元ユークリッド空間 R3 内の立体の境界として得られる曲面である。例えば、球体の境界としての球面はそのようなものの例になっている。他方でクラインの壷などの、特異点や自己交叉を持つことなしに三次元ユークリッド空間に埋め込み不可能な曲面というものも存在する。
曲面が「二次元」であるというのは、それが二次元の座標系を入れた「座標付きのきれはし」の貼り合せになっているということを指し示している。例えば、「地球の表面」は（理想的には）二次元球面であり、経線と緯線はその球面上の二次元座標系を与えている（ただし、両極を180度子午線で結んだ部分を除く）。

## 例
様々な例をみてみることで、一般的な曲面の概念と、曲面概念がいかに多様で豊富であるかがわかる。どんな形式的定義によってもこの多様さを包摂することはできないだろう。
- 可展面 (developable surface) は内在的には「曲がっていない」曲面、つまり平面から伸縮することなく得られる曲面である。例として柱面・錐面、4次元空間におけるトーラスがあげられる。ペーパークラフトは可展面により構成される。
- 線織面 (ruled surface) 各点についてそこを通る内在的に「まっすぐな」線が存在するような曲面。柱面や一葉双曲面がその例になっている。
- 回転面 (surface of revolution) は円柱対称性をもった曲面である。
- 極小曲面 (minimal surface) とは与えられた境界条件に対し面積を極小・最小にするような曲面である。カテノイド（懸垂面）やヘリコイド（常螺旋面）が例として挙げられる。針金の枠に張ったシャボン膜は表面張力がはたらくことにより極小曲面をなす。
- 代数曲面は代数方程式系の零点集合として定義される。例として二次曲面・三次曲面・ヴェロネーゼ曲面が挙げられる。
- 陰伏曲面 (implicit surface) は一般的な方程式系の零点集合として定義される。
- クラインの壺やメビウスの帯は向きのつかない多様体の例である。
- リーマン面とは複素解析的な構造を持つ曲面のことであり、特に、それらの間の正則写像の概念が定義できる。例えば球面やトーラスが挙げられる。
- 射影曲面は射影空間の中で定義される。
- アレクサンダーの角付き球面は、普通のなめらかな曲面とカントール集合になっている特異点集合をあわせた位相構造を持つ曲面の例になっている。

## 定義
以下では、曲面とは第二可算公理を満たす二次元の多様体とする。
より正確には、（境界付きの）位相的曲面とはハウスドルフ空間であってその任意の点が、二次元ユークリッド空間 E2 の開集合、あるいは E2 の半閉空間の開集合に同相な開近傍を持つもののこととする。E2 の開集合に同相な開近傍を持つ点全体の集合はその曲面の内点集合とよばれ、これは必ず空でない。内点集合の補集合は境界とよばれる。こちらは一次元の多様体、つまり閉曲線の合併になる。
境界が空集合になっている曲面はコンパクトなら閉曲面、コンパクトでないなら開曲面とよばれる。

## 閉曲面の分類
閉じた（つまりコンパクトで境界のない）連結な曲面の位相同型類については完全な分類がある。そのような曲面は次の二つの無限系列のどれかに当てはまる：
- 球面に g 個のハンドルをつけたもの（g-重トーラスとよばれる）。これはオイラー標数が 2 − 2g の向きがついた曲面であり、種数 g の曲面ともよばれる。
- 球面に k 個の実射影平面をつけたもの。これはオイラー標数が 2 − k の向きがつかない曲面である。

したがってオイラー標数と向き付け可能性がコンパクトな曲面を位相同型の限りで（さらには、考えている曲面がなめらかなら微分同相の限りで）特徴付けていることになる。

## コンパクトな曲面
境界の付いたコンパクトな曲面は、境界のないものからいくつかの交わらない閉円板の内部をのぞいたものになっている。

## R3への埋め込み
コンパクトな曲面は向き付けできるか空でない境界を持っていれば  R3 に埋め込むことができる。ホイットニーの埋め込み定理によってどんな曲面でも R4 になら埋め込める。

## 微分幾何学的な概念
n-次元ユークリッド空間の中の、あるいは一般にリーマン計量をもった曲面の面積については体積要素で説明される。リーマン面上の計量についてはポアンカレ計量を参照のこと。

## 模型
以下のように矩形の辺を（AはAと、BはBと）矢印の向きがあうように張り合わせることでいろいろな曲面のモデルができる：

球面
実射影平面（w:Real projective plane）
クラインの壺
トーラス

実際に布などを切って張り合わせて作ろうとすると、球面は普通に作れる。トーラスは、どちらかの張り合わせが先で、もう一方が後になってドーナツ形になる。コンピュータRPGで、地面がこのようにトーラスになっているものがある、ということが時折話題になる。実射影平面とクラインの壷は、面の表と裏を区別できない。クラインの壷は、三次元では自己交叉なしに作ることができない。

## 基本多角形
位相幾何学的な意味において、閉曲面は基本多角形 (fundamental polygon) とよばれる偶数個の辺を持った多角形の向かいあう辺どうしを同一視することで構成できる。
この構成は n 個の異なった記号が二回ずつ、"+1" か "−1" の指数付きで現れるような長さ 2 n の文字列で表すことができる。指数 "−1" は対応する辺に基本多角形全体の向きとは反対の向きを振ることを示している。
上の模型は次のようにかける：
- 球面: ABB−1A−1
- 実射影平面: ABAB
- クラインの壷: ABAB−1
- トーラス: ABA−1B−1

## 曲面の連結和
二つの曲面 M, M′ が与えられたとき、それぞれから円盤を切り抜いてできた縁を張り合わせることで、二つの曲面の連結和 M # M′ が得られる。
以下の記号を使うことにする：
- 球面: S
- 実射影平面: P
- クラインの壷: K
- トーラス: T

ことのとき次が成り立つ：
- S # S = S
- S # M = M （Mは任意の曲面）
- P # P = K
- P # K = P # T

略記法 nM = M # M # ... # M（n回）、0M = Sも用いられる。
閉曲面の系列は次のようにかける：
- gT（g-重トーラス）: 種数 g の向き付き曲面 (g ≥ 0)
- gP（g-重射影平面）: 種数 g の向きなし曲面 (g ≥ 1)

## 代数曲面
これまでの曲面と代数曲面とは区別する必要がある。非特異な複素射影代数曲線は実数体上なめらかな曲面になっている。複素数体上の代数曲面の実多様体としての次元は4になる。